# Podospermum purpureum
Podospermum purpureum là một loài thực vật có hoa trong họ Cúc. Loài này được (L.) W.D.J.Koch & Ziz miêu tả khoa học đầu tiên năm 1814.